# Rotboald II, greve av Provence
Rotboald II (även Rotbold, Rothbold, Rotbald, Rodbald, Robald(us), Roubaud eller Rotbaud), död 1008, var greve av Provence från år 961 till sin död och markgreve från 993. 
Han var den äldre av två söner till Boso II av Arles och Constance. Den yngre brodern var Guillaume I. De två regerade förmodligen tillsammans över hela grevskapet. Den yngre brodern innehade titeln greve samtidigt som Rotboald II, men fick titeln markgreve före. Den titeln övertog Rotboald efter broderns död. 
Han gifte sig med Emilde, eventuellt dotter till Étienne, Vicomte av Gévaudan. De efterlämnade en son, Rotboald III, vilken ärvde faderns titlar, och en dotter vid namn Emilde som blev nunna. Det kan ha funnits ett tredje syskon, en dotter vid namn Theutberge, som gifte sig med greven av Urgell.